# Pruikenboom
De pruikenboom (Cotinus coggygria) is een plant uit de pruikenboomfamilie (Anacardiaceae). De plant kan tot 7 m hoog worden. De Nederlandse naam is afgeleid van de rozige, harige pluimen die karakteristiek zijn voor de soort in de periode dat deze vrucht draagt (in de bloeiperiode zijn deze geel van kleur). In tegenstelling tot de pluimen hebben de bladeren geen beharing en zijn glad en blauwachtig groen, doch in de herfst roodachtig. Ze kunnen tot 8 cm lang worden. De nerven zijn duidelijk te zien.
In de bloeiperiode heeft de boom vele 15-30 x 0,5-1 cm grote, bleekgele bloemen.

## Kweek en gebruik
De pruikenboom Cotinus coggygria, is een veel toegepaste struik in tuinen en plantsoenen. Daar worden verschillende cultivars met bronskleurige of paarse of bladeren toegepast.
De struik is niet kieskeurig. Op vruchtbare bodem worden de struiken grof, groot en neigen ernaar maar kort te leven. De kweek kan het best plaatsvinden op droge, niet heel vruchtbare grond. Dit houdt de groeivorm compact en verbetert de herfstkleur. In het vroege voorjaar kan er gesnoeid worden, waarna nieuwe, tot 2 m lange loten ontstaan met grote bladen, maar meestal geen "pruiken". Het ras 'Young Lady' bloeit uitbundig ondanks snoei en is daarmee zeer geschikt voor kleinere tuinen.
Enkele cultivars zijn:
- C. coggygria 'Follis Purpureis', heeft purperrode bloempluimen en donkerpaarse met groene bladeren
- C. coggygria 'Golden Spirit'
- C. coggygria 'Kanari', heeft een goudgele herfstkleur
- C. coggygria 'Nordine'
- C. coggygria 'Notcutt's Variety', heeft donkerrode bladeren
- C. coggygria 'Old Fashion', bladeren verkleuren naar in de herfst naar oud roze
- C. coggygria 'Pink Champagne', bladeren verkleuren in de herfst naar rozerode
- C. coggygria 'Purpureus', heeft groene bladeren met purperkleurige bloemstelen
- C. coggygria 'Red Beauty', heeft purperrode tot later donkerrode bladeren
- C. coggygria 'Royal Purple', heeft donkerrode bladeren die in de herfst tot geel verkleuren
- C. coggygria 'Rubrifolius', van rood naar groenigrood naar oranjerood
- C. coggygria 'Velvet Cloak', valt op door de paarsrode herfstbladeren
- C. coggygria 'Young Lady', rijk- en doorbloeiend met zeer grote lichtroze bloempluimen

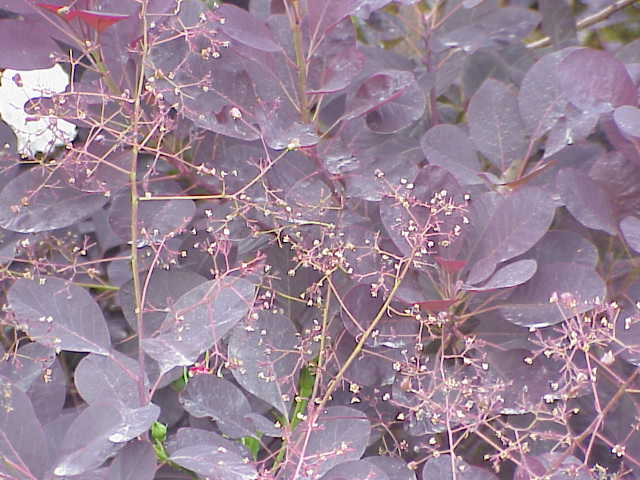
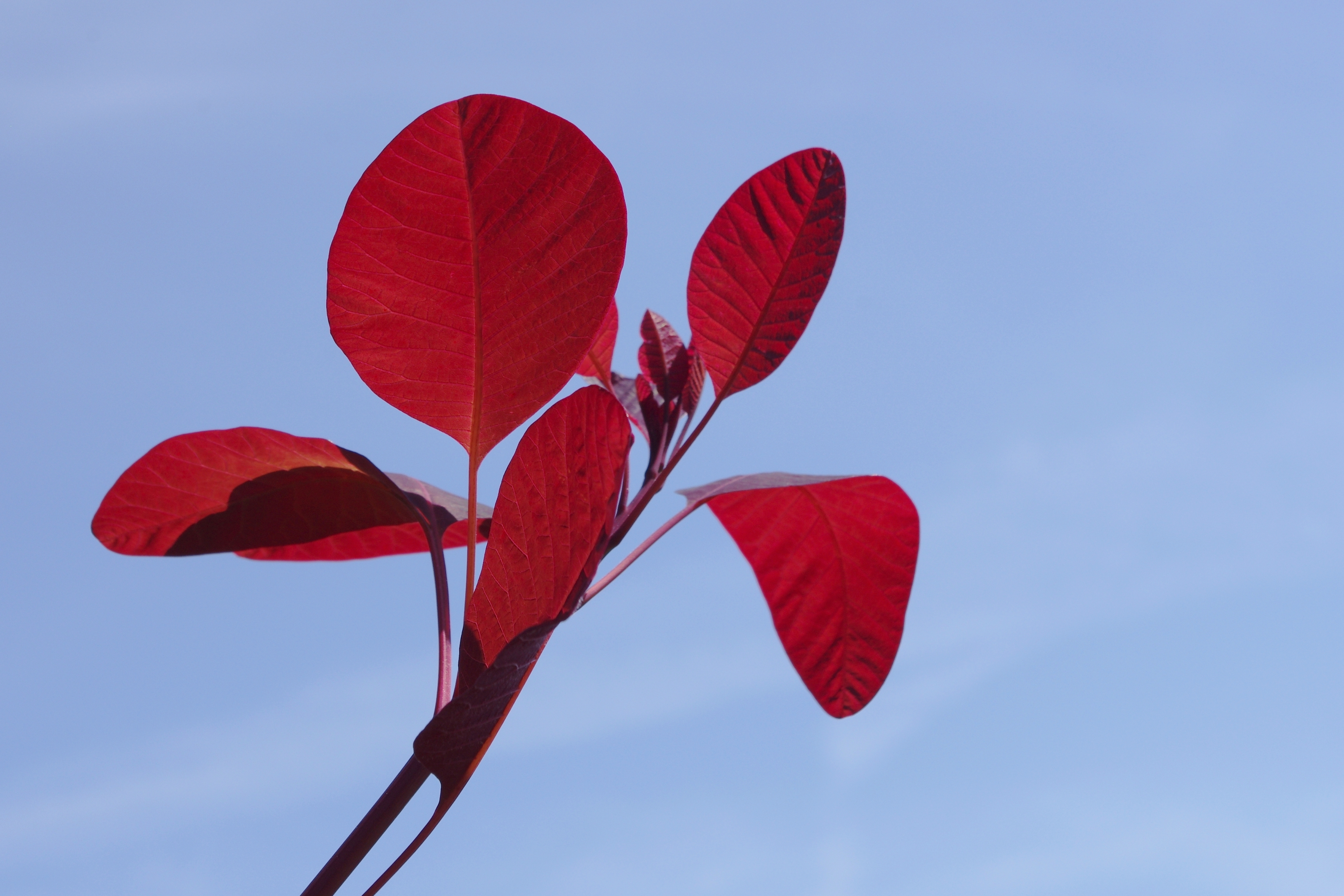
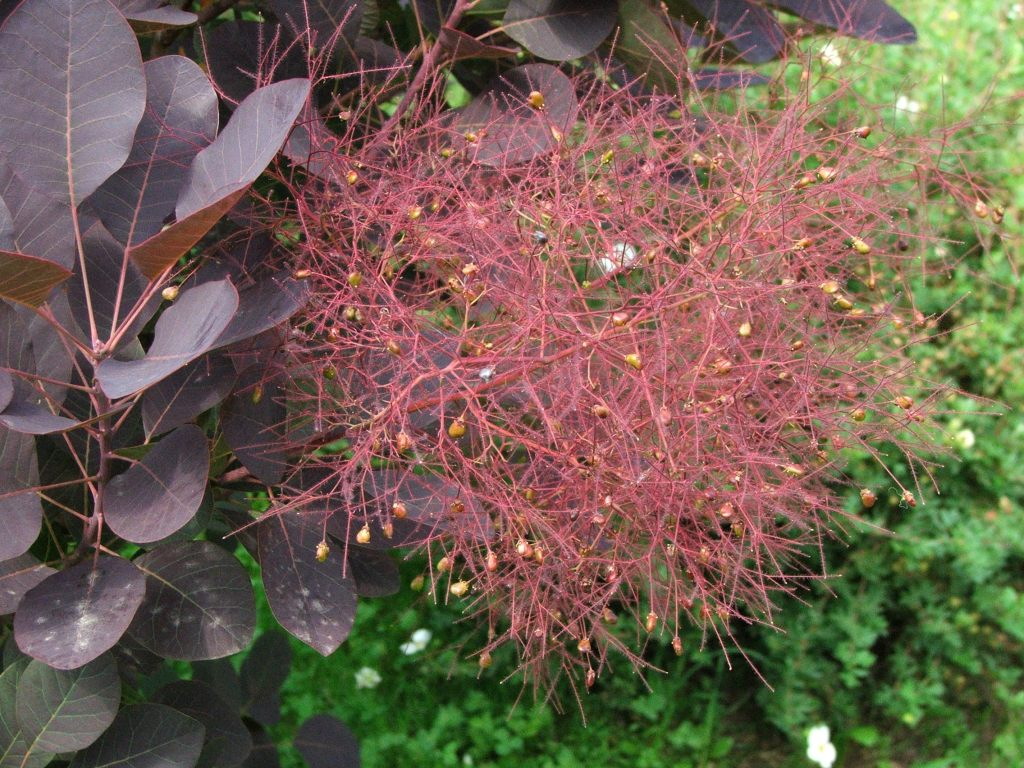
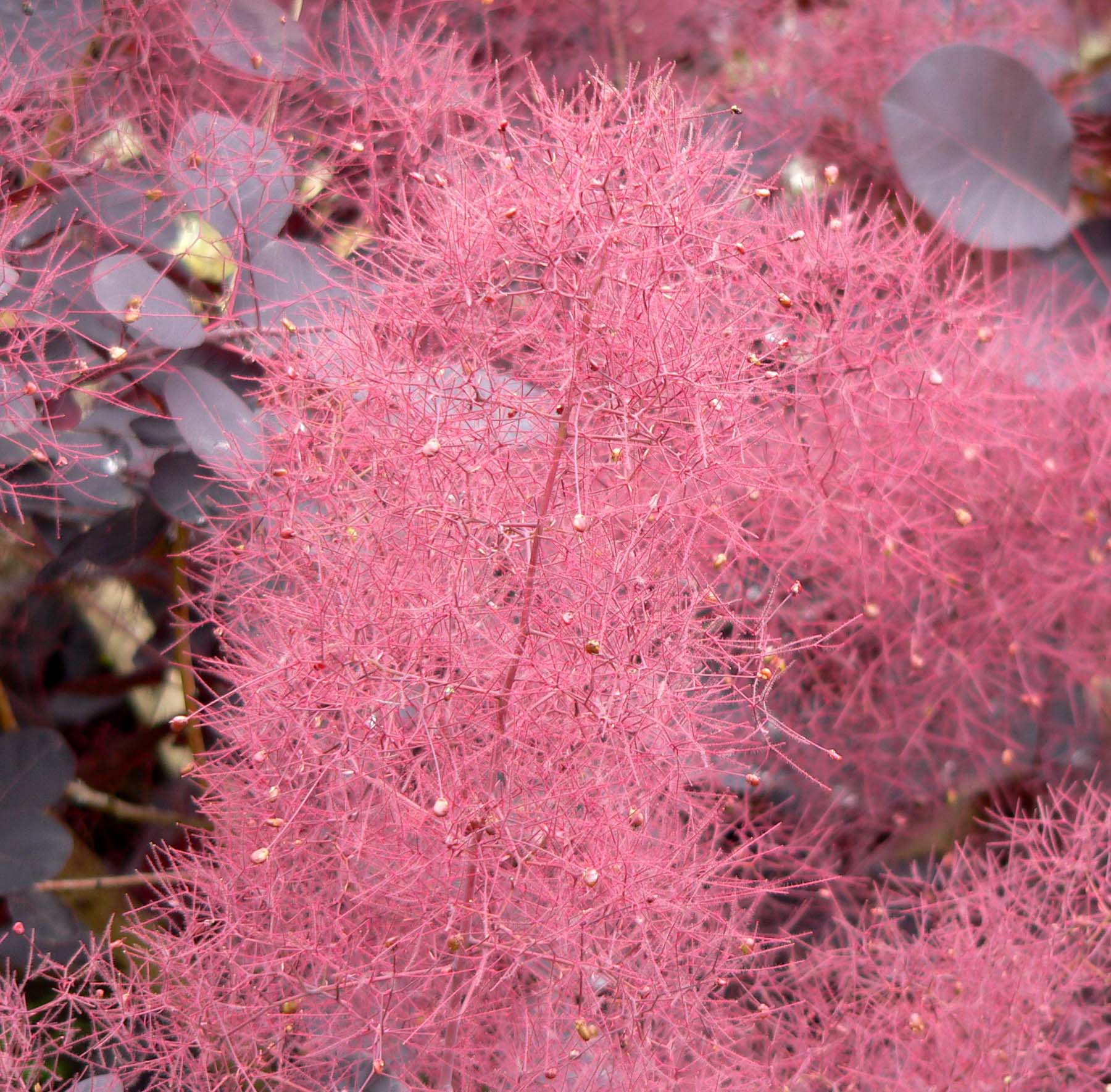
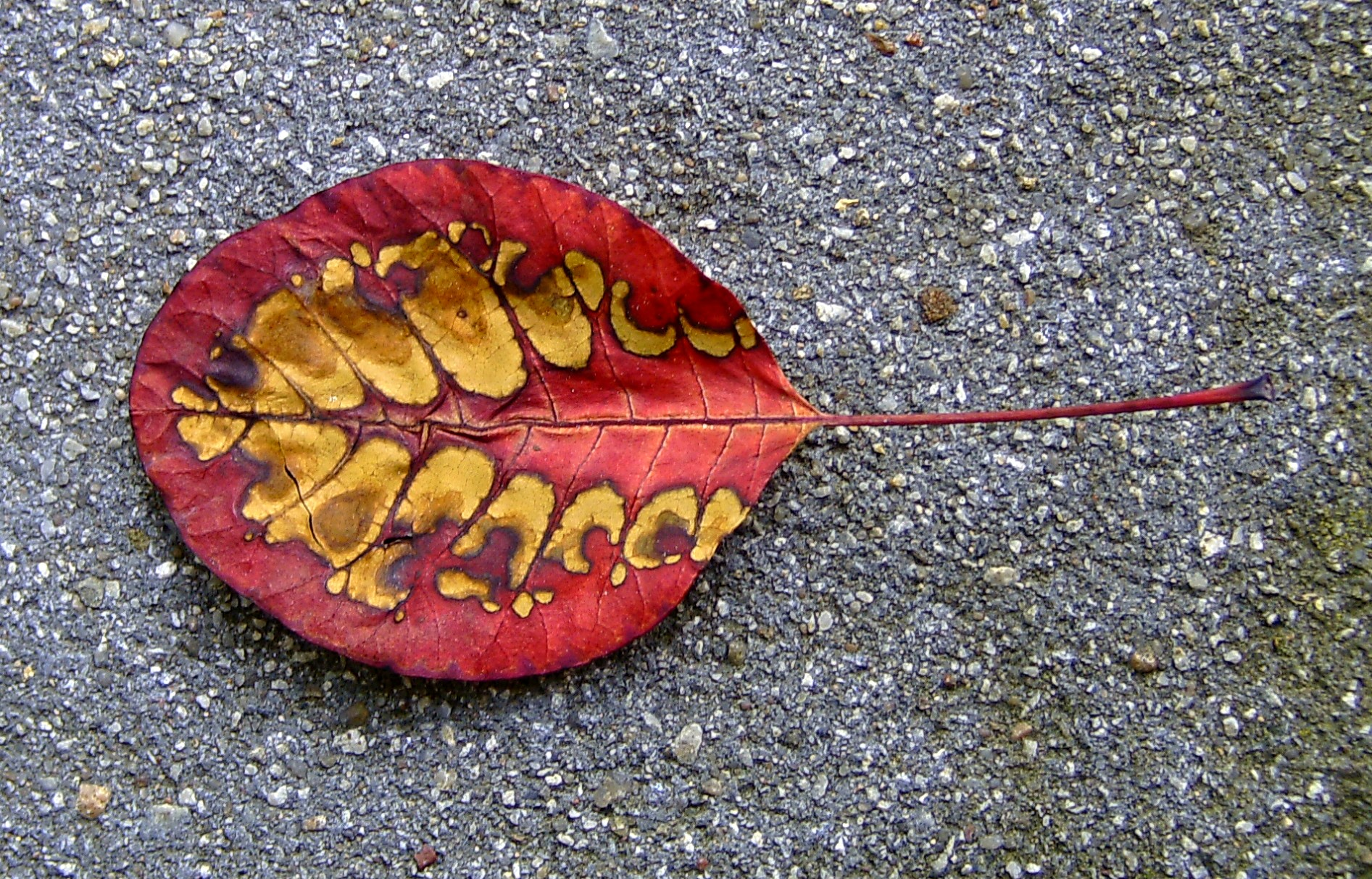
Herfstblad

In Nederland zijn vooral de donkerroodbladige cultivars bekend van plantsoenen en particuliere tuinen, zoals op deze foto.